# Heiðrargarðsfjall
Heiðrargarðsfjall är ett berg i republiken Island. Det ligger i regionen Norðurland eystra, 220 km nordost om huvudstaden Reykjavík. Toppen på Heiðrargarðsfjall är 1 024 meter över havet, eller 153 meter över den omgivande terrängen. Bredden vid basen är 5,0 km.
Trakten runt Heiðrargarðsfjall är nära nog obefolkad, med mindre än två invånare per kvadratkilometer. Det finns inga samhällen i närheten. Trakten runt Heiðrargarðsfjall består i huvudsak av gräsmarker.